# Kaf (arabisk bogstav)
|  | Denne artikel handler om det arabiske bogstav kaf. For andre betydninger, se Kaf. |
Kāf (ar: arabisk: كاف) er det 22. bogstav i det arabiske alfabet. Det er udviklet fra det fønikiske kaph og er derigennem beslægtet med det latinske "K", det græske kappa og det hebraiske kaph. Bogstavet har talværdien 20.

## Lydværdi og transskription
Kaf udtales som det danske "K" som i "kande" og bliver derfor typisk transskriperet som "K".

## Skrivemåde
Som det ses på i skemaet til højre, varierer skrivemåden alt efter, om kaf står i starten af en række bogstaver, i midten, i slutningen eller helt alene. Bemærk at alfabetet læses fra højre mod venstre.

## Kaf i unicode
| Unicode Codepoint | U+0643            |
| Unicode-Name      | ARABIC LETTER KAF |
| HTML              | &#1603;           |
| ISO 8859-6        | 0xe3              |

Det persiske kaf har egen kode:
| Unicode Codepoint | U+06A9              |
| Unicode-Name      | ARABIC LETTER KEHEH |
| HTML              | &#1705;             |
| ISO 8859-6        | ikke at finde       |